# Salò
Salò [saˈlɔ] és un municipi italià d'una mica més de 10000 habitants de la província de Brescia, a la Llombardia.
Situada a la riba del llac de Garda, Salò és actualment una important localitat turística. Tanmateix, en el passat, del 23 de setembre de 1943 fins al 25 d'abril de 1945, va ser la capital de facto de la República Social Italiana (en italià, Repubblica di Salò). Inspirant-se en aquest esdeveniment històric, el director cinematogràfic Pier Paolo Pasolini rodà la seva última pel·lícula Salò o le 120 giornate di Sodoma.

## Llocs d'interès
- El duomo, és a dir la catedral, que conté a l'interior pintures d'artistes com Romanino, Moretto, Zenone Veronese i Paolo Veneziano. Hi ha, a més, frescos d'Antonio Vassilacchi.
- El barri antic i el seu passeig al llarg del llac.
- El Palau del podestà, ara ajuntament.
- El Parc Alto Garda Bresciano, espai natural protegit per la Regió de Llombardia.

## Galeria

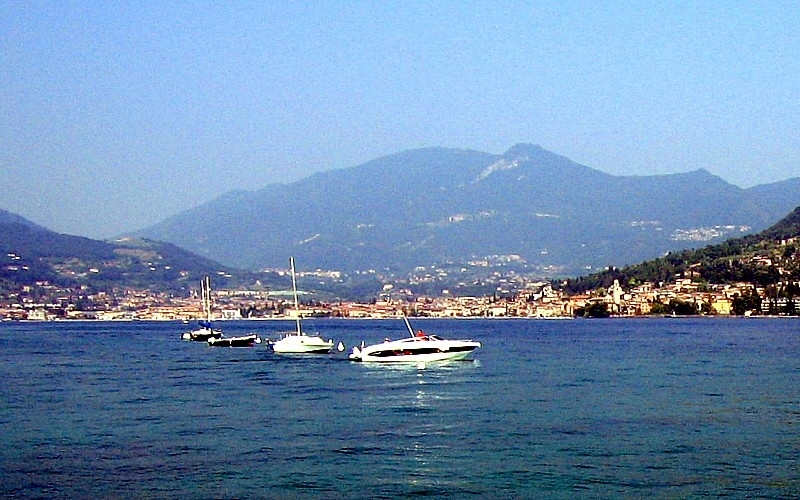
Badia de Salò
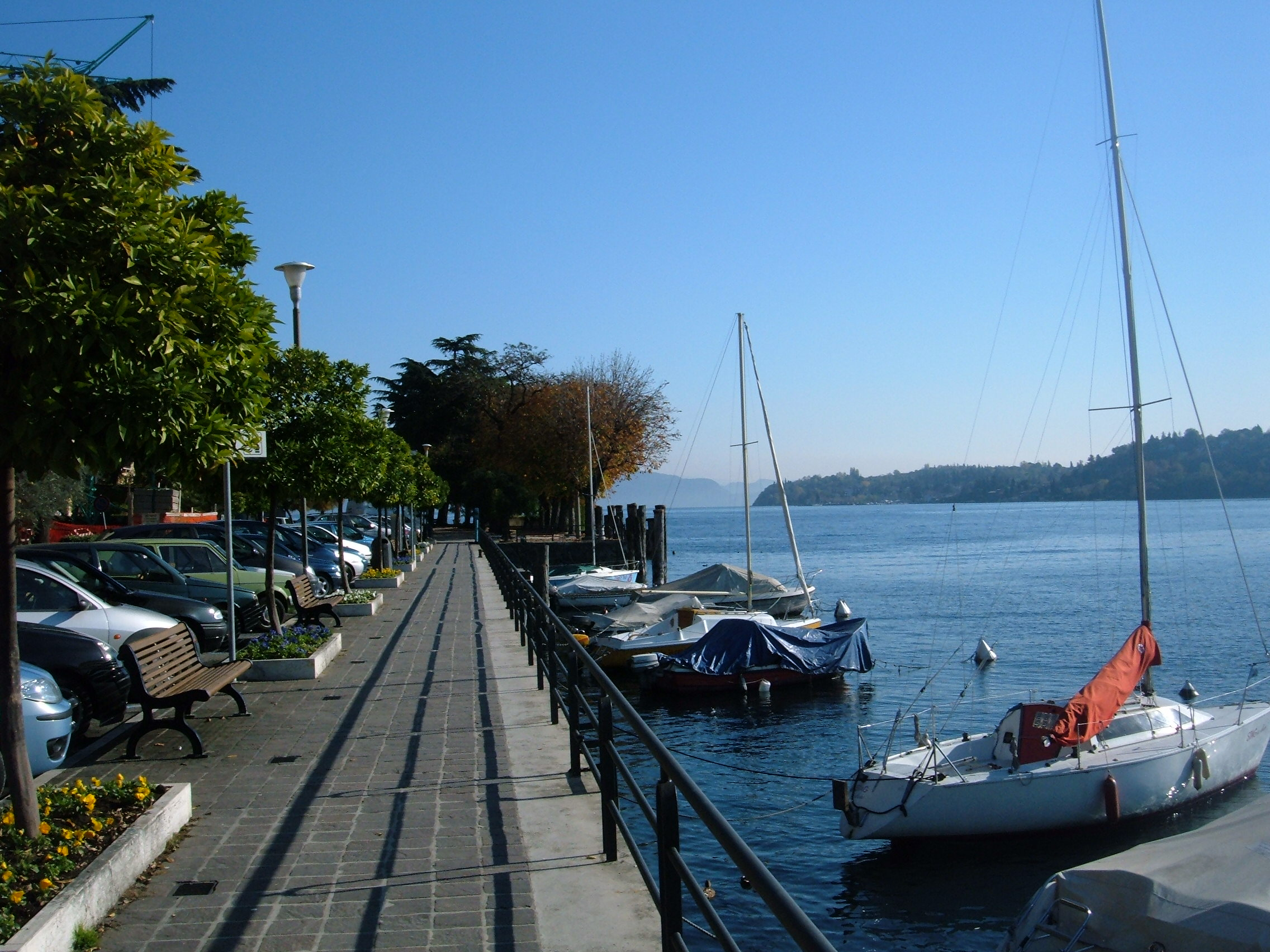
Passeig al llarg del llac
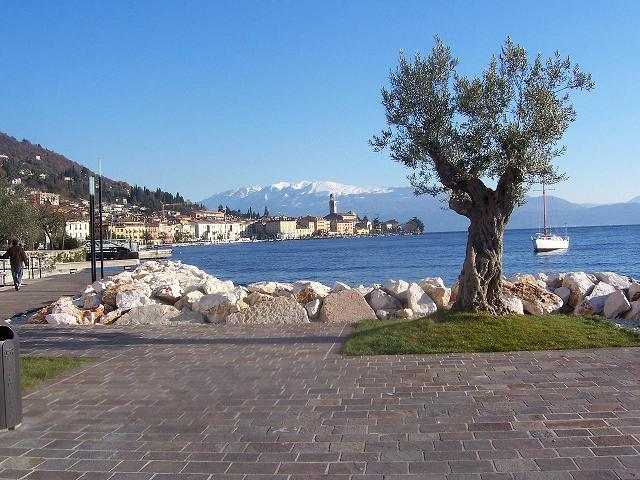
Panoràmica amb el Monte Baldo
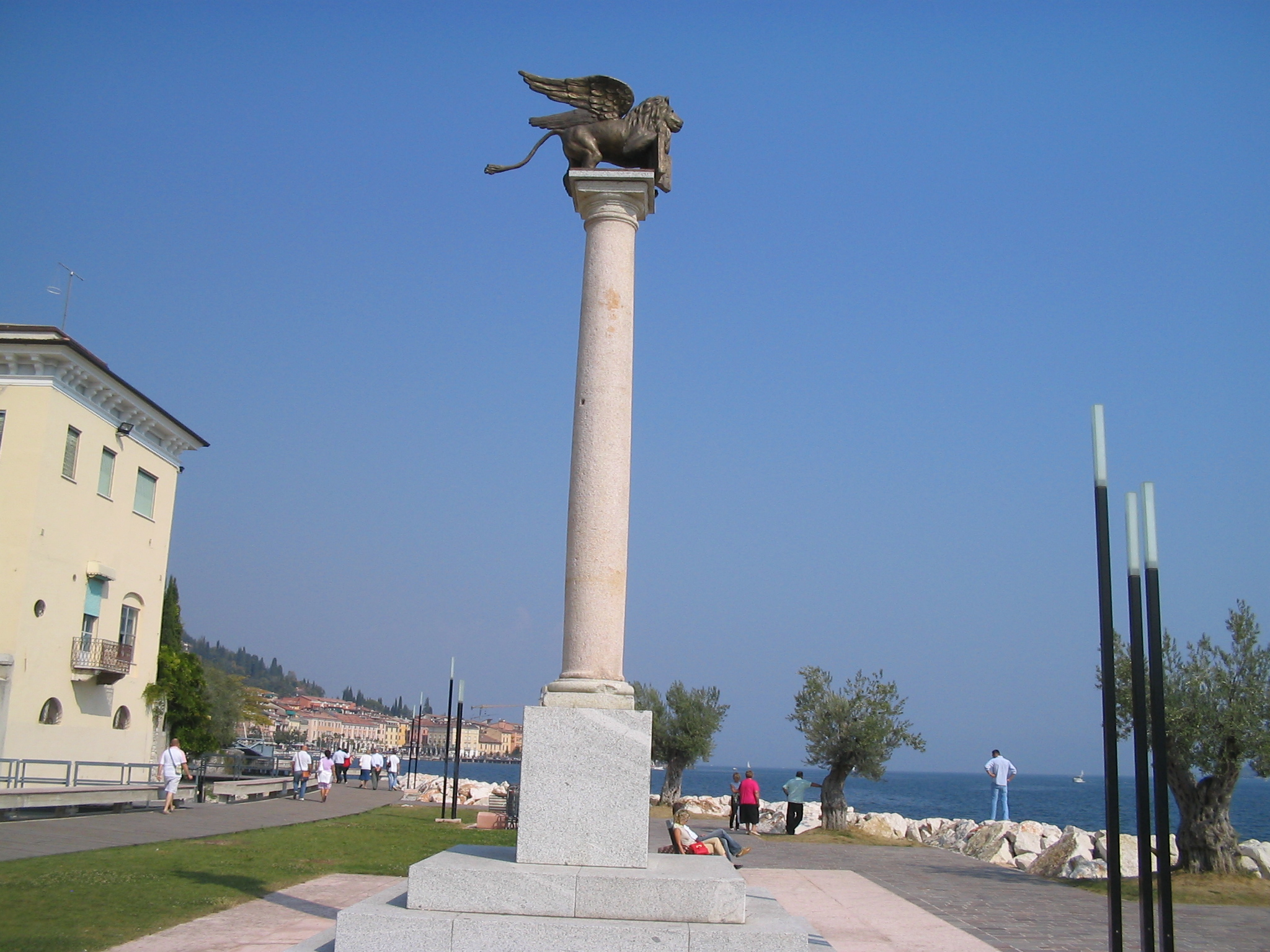
Columna amb el lleó de Sant Marc